# Enteletacea
Enteletacea (Enteletaceen) sind ein ausgestorbenes Taxon von Armfüßern (Brachiopoda). Sie bilden zusammen mit den Billingsellacea, Clitambonitacea und Orthacea das Taxon Orthida, das zu den Stammgruppen der Rhynchonellata zählt.

## Merkmale
Sie zeichnen sich durch eine endopunctate bzw. punctate Schale aus. Delthyrium und Notothyrium sind offen und selten zusätzlich mit Platten eingeengt. Die Gruppe wurde erstmals 1884 von Wilhelm Heinrich Waagen benannt.

## Gattungen
Bekannte Gattungen sind Dalmanella, Resserella, Enteletes, Isorthis, Dicoelosia, Rhipidomella, Salopina, Schizophoria und Tropidoleptus.